# Băștile din Țîra
Băștile din Țîra sunt construcții create de om, ce reprezentau spații de locuit⁠(d) și care apar încă de pe vremea lui Ștefan cel Mare.

## Istoria construcției
Aceste construcții sunt săpate în stâncă, în versantul râului Răut. Se găsesc în mai multe localități din defileul râului Răut, raionul Florești, dar cel mai mult s-au păstrat în satul Țîra. Au formă semi-rotundă și reprezintă o locuință cu o singură odaie. Sunt realizate din piatră de calcar cu lut (argilă), cu tavanul în formă de semicerc. Avantajul acestor locuințe este că vara în ele este răcoare, iar iarna este cald, datorită temperaturilor constante ce se păstrează în timpul anului. Localnicii povestesc că de astfel de băști se foloseau strămoșii lor, ceea ce rezultă că aceste tipuri de locuințe existau și în secolele anterioare. 

### Băștile din Țîra: element cultural tradițional
Băștile sau bordeile (unii localnici le numesc așa) serveau localnicilor ca loc de trai pe tot parcursul anului. În interior se găsea o sobă sau lijancă, un pat sau laiță, o masă. Pe perete un lăicer sau o rumbă, (cei mai bogați puteau avea și un covor), iar sus, la fereastră sau pe peretele din spate - o icoană cu prosop. Pe jos puteau fi așternute țoale. Bașca servea ca loc de trai, de preparare a bucatelor, loc de primire a oaspeților, cât și loc de odihnă și somn. În toată această locuință oamenii își creșteau copiii și își trăiau viața. 